# Antichitatea târzie

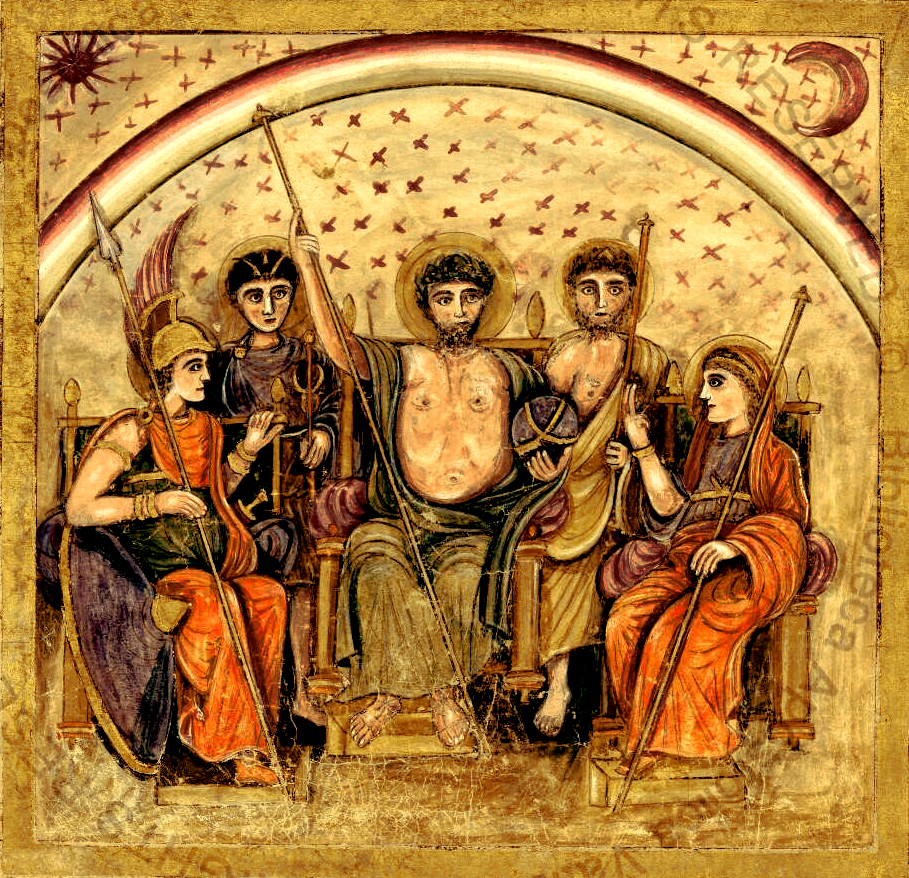
Adunarea zeilor în Virgillius Romanus, codex din secolul al V-lea păstrat în Biblioteca Apostolică a Vaticanului

Antichitatea Târzie marchează perioada care a succedat sfârșitului Antichității Clasice și se întinde până la începuturile Evului Mediu Timpuriu. Apărut ca concept în istoriografia germană de la începutul secolului al XX-lea, Antichitatea Târzie a fost popularizată de Peter Brown⁠(d) după 1971, iar această periodizare a fost acceptată pe scară largă. Antichitatea Târzie reprezintă o sferă culturală care acoperea în mare parte lumea mediteraneană⁠(d), inclusiv părți din Europa și Orientul Apropiat.
Antichitatea târzie a fost o epocă de mari transformări politice și religioase. A marcat originea sau ascensiunea a trei mari religii monoteiste: creștinismul, iudaismul rabinic⁠(d), și Islamul. Ea a marcat și sfârșitul Imperiului Roman de Apus și Imperiului Sasanid, ultimul imperiu persan al Antichității, și începuturile cuceririlor arabe. Între timp, Imperiul Bizantin (Roman de Răsărit) a devenit o societate militarizată și creștinată. A fost și o epocă de importante inovări și transformări culturale, cum ar fi apariția artei și literaturii antice târzii⁠(d).
Încă se dezbate când a început și când s-a încheiat cu exactitate perioada, dar de obicei începutul Antichității Târzii este plasat cândva în secolele al II-lea și al III-lea, și sfârșitul lui undeva prin secolele al VI-lea–al VIII-lea, deși momentele exacte pot varia de la regiune la regiune.
Henri-Irénée Marrou plasează Antichitatea Târzie în perioada 303-604, în timp ce Patrick J. Geary o consideră a fi în perioada 400-750 e.n.
Istoriografia de specialitate a încercat să dea un răspuns la întrebarea dacă perioada Imperiului Roman târziu trebuie considerată în mod esențial o „perioadă de declin” a Antichității și de naștere a unui „Ev Mediu întunecat”.

## Terminologie
Termenul Spätantike, cu sensul literal „antichitatea târzie” a fost folosit de istoricii germanofoni începând cu popularizarea lui de către Alois Riegl⁠(d) la începutul secolului al XX-lea. De acolo, a fost răspândit în literatura de specialitate în limba engleză prin scrierile lui Peter Brown⁠(d), al cărui studiu The World of Late Antiquity (1971) a revizuit ideile lui Gibbon despre o cultură clasică perimată și osificată, în favoarea prezentării unei perioade vibrante, plină de înnoiri și noi începuturi. Tot el, în The Making of Late Antiquity, a oferit o nouă paradigmă a înțelegerii schimbărilor din cultura occidentală a vremii pentru a o opune lucrării lui Richard Southern⁠(d) The Making of the Middle Ages.

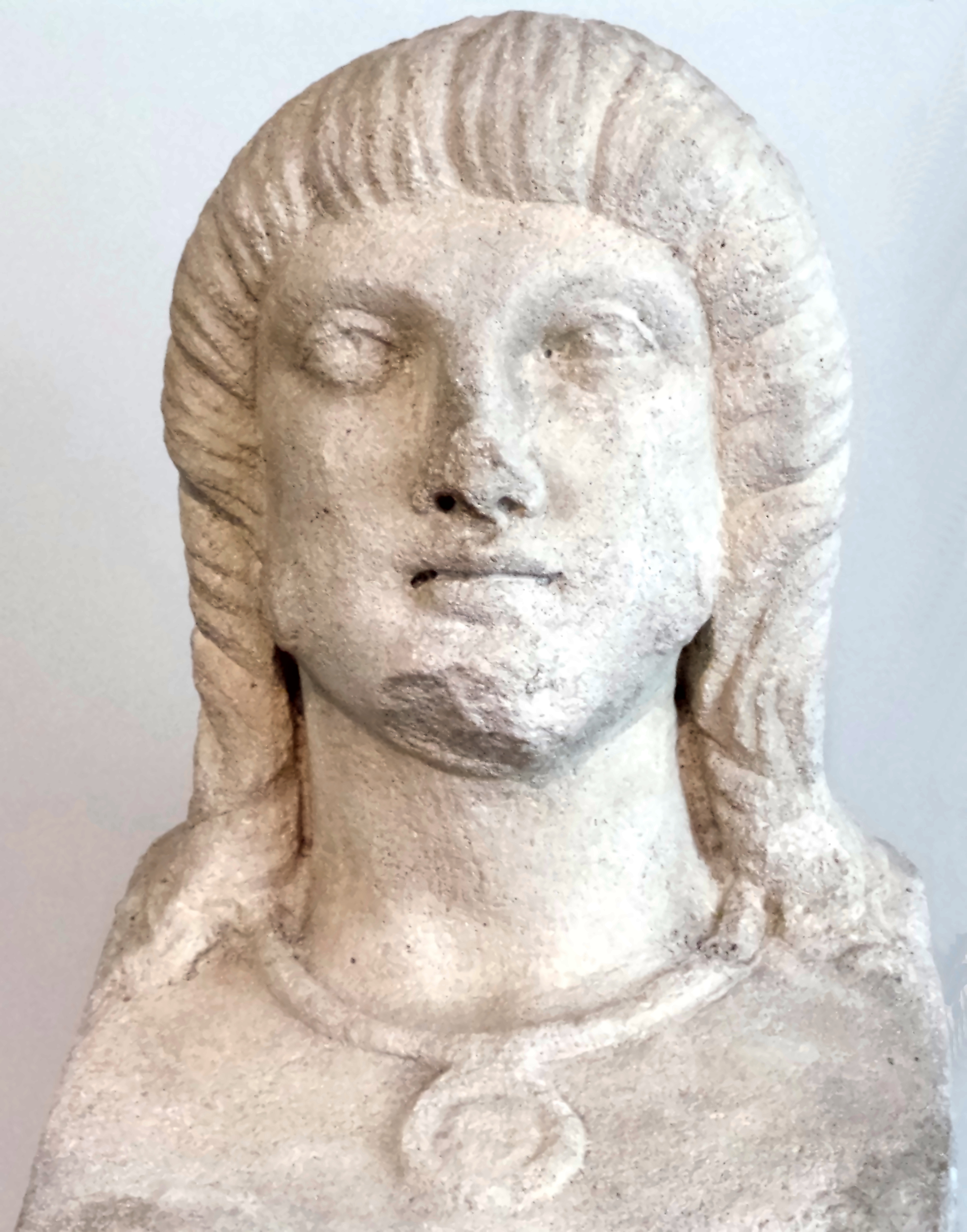
Late 4th-century Roman bust of a Germanic slave in Augusta Treverorum (Trier) in Belgica Prima, seat of the (Rheinisches Landesmuseum Trier)

Continuitățile între perioada târzie a Imperiului Roman⁠(d), reorganizat de Diocletian (domnie 284–305),  și Evul Mediu Timpuriu sunt subliniate de autori care arată că germenii culturii medievale se dezvoltau deja în imperiul creștinat, și că această dezvoltare a continuat în Imperiul Roman de Răsărit, sau Imperiul Bizantin cel puțin până la apariția Islamului. În același timp, unele triburi germanice migratoare, ca ostrogoții și vizigoții susțineau că ele perpetuează tradiția „romană”. Deși termenul „antichitate târzie” sugerează că prioritățile sociale și culturale ale antichității clasice ar fi persistat în toată Europa până în Evul Mediu, utilizarea altor termeni, ca „Evul Mediu Timpuriu” sau „bizantin timpuriu” subliniază ruptura față de trecutul clasic, iar termenul „Perioada Migrațiilor” tinde să reducă importanța perturbărilor din fostul Imperiu Roman de Apus, cauzate de crearea regatelor germanice în interiorul granițelor acestuia, începând cu federarea cu goții din Aquitania în 418.
Declinul general al populației, cunoștințelor tehnologice și nivelului de trai în Europa în această perioadă a devenit exemplul arhetipal de colaps societal pentru autorii renascentiști. Ca urmare a acestui declin, și a lipsei relative de documente istorice mai ales din Europa, perioada începută aproximativ pe la secolul al V-lea până la Renașterea Carolingiană (sau chiar mai târziu) a fost denumită „Evul Întunecat”. Acest termen a fost abandonat în mare parte ca denumire a unei epoci istoriografice, fiind înlocuit cu „Antichitatea Târzie” în periodizarea finalului existenței Imperiului Roman de Apus, a începuturilor Imperiului Bizantin și a Evului Mediu Timpuriu. Sunt zone unde termenul are puțină aplicabilitate, de exemplu Insulele Britanice: colapsul dominației romane asupra insulei la începutul secolului al V-lea este considerat un aspect unic al istoriei europene a perioadei.

## Istoria perioadei
Imperiul Roman a trecut prin considerabile schimbări sociale, culturale și organizaționale începând cu domnia lui Diocletian, care a inițiat obiceiul divizării Imperiului între porțiunile sale Răsăriteană și Apuseană, conduse simultan de mai mulți împărați. Imperiul Sasanid a înlocuit Imperiul Part și a început o nouă fază a Războaielor Romano-Persane, Războaiele Romano-Sasanide. Diviziunile între Estul Grecesc și Vestul Latin⁠(d) au devenit mai pronunțate.  Persecuția creștinilor de către Diocletian la începutul secolului al IV-lea a fost oprită⁠(d) de Galerius și, sub Constantin cel Mare, creștinismul a fost legalizat în tot Imperiul. Creștinarea Imperiului Roman⁠(d) în secolul al IV-lea a fost extinsă prin convertirile lui Tiridates cel Mare al Armeniei, al lui Mirian al III-lea⁠(d) al Iberiei⁠(d), și a Ezanei din Axum, care mai târziu a invadat și a desființat Regatul Kuș. Spre sfârșitul secolului al IV-lea, în timpul domniei lui Theodosius I, creștinismul nicenian a fost proclamat biserică oficială a Imperiului Roman⁠(d).
Orașul Constantinopol a devenit reședință imperială permanentă în Răsărit până în secolul al V-lea și a luat locul Romei ca cel mai mare oraș din perioada finală a Imperiului Roman⁠(d) și în bazinul Mediteranei. Cel mai lung sistem de apeducte romane, apeductul lui Valens⁠(d) de 250 km a fost construit pentru a-l alimenta cu apă, și aici s-au înălțat cele mai înalte coloane triumfale romane.
Migrațiile triburilor germanice, hunice și slave au perturbat dominația romană începând cu secolul al IV-lea, culminând mai întâi cu devastarea Romei de către vizigoți in 410 și apoi devastarea Romei⁠(d) de către vandali în 455, parte din prăbușirea Imperiului în Vest până în 476. Imperiul Roman de Apus a fost înlocuit de așa-numitele regate barbare⁠(d), Roma fiind guvernată de Regatul Ostrogotic⁠(d), creștin arian, cu capitala la Ravenna. A rezultat o fuziune culturală a tradițiilor greco-romane⁠(d), germanice, și creștine, care au format fundamentul culturii europene ulterioare.
În secolul al VI-lea, dominația imperială romană a persistat în Răsărit, iar Războaiele Bizantino-Sasanide au continuat. Campaniile lui Iustinian cel Mare au condus la căderea Regatelor Ostrogotic și Vandal, și la reincluderea lor în Imperiu, când orașul Roma și mare parte din Peninsula Italică și Africa de Nord⁠(d) au revenit sub control imperial. Deși cea mai mare parte a Italie a trecut în curând la Regatul Lombarzilor, Exarhatul roman de la Ravenna a rezistat, asigurând așa-numita Papalitate Bizantină. Iustinian a construit Aghia Sophia, un măreț exemplu de arhitectură bizantină, și s-a înregistrat prima molimă a Primei Pandemii de Ciumă⁠(d). La Ctesiphon, sasanizii au înălțat Taq Kasra⁠(d), colosalul Iwan⁠(d) care conține cea mai mare boltă unică, formată din cărămidă neîntărită, din lume, triumf al arhitecturii sasanide⁠(d).
Mijlocul secolului al VI-lea s-a caracterizat prin evenimente climatice extreme (iarna vulcanică din 535–536 și Mica Eră Glaciară din Antichitatea Târzie⁠(d)) și o pandemie dezastruoasă (Ciuma lui Iustinian din 541). Efectele acestor evenimente asupra vieții politice și sociale sunt încă dezbătute. În secolul al VII-lea, dezastruosul Război Bizantino–Sasanid din 602–628⁠(d) și campaniile lui Khosrow al II-lea și Heraclius au facilitat apariția Islamului în Peninsula Arabă în timpul vieții lui Mahomed. Au urmat cucerirea musulmană a Levantului⁠(d) și Persiei⁠(d), care a răsturnat Imperiul Sasanid și a smuls permanent două treimi din teritoriul Imperiului Roman de Răsărit, formând Califatul Rashidun. Sub dinastia Heraclidă, Imperiul Bizantin⁠(d) a intrat în perioada bizantină de mijloc⁠(d), care, împreună cu formarea ulterioară în secolul al VII-lea a Califatului Omeiad, marchează în general sfârșitul Antichității.

## Religia
Una dintre cele mai importante transformari din Antichitatea Târzie a fost formarea și evoluția religiilor avraamice: creștinismul, iudaismul rabinic⁠(d) și, în cele din urmă, Islamul.

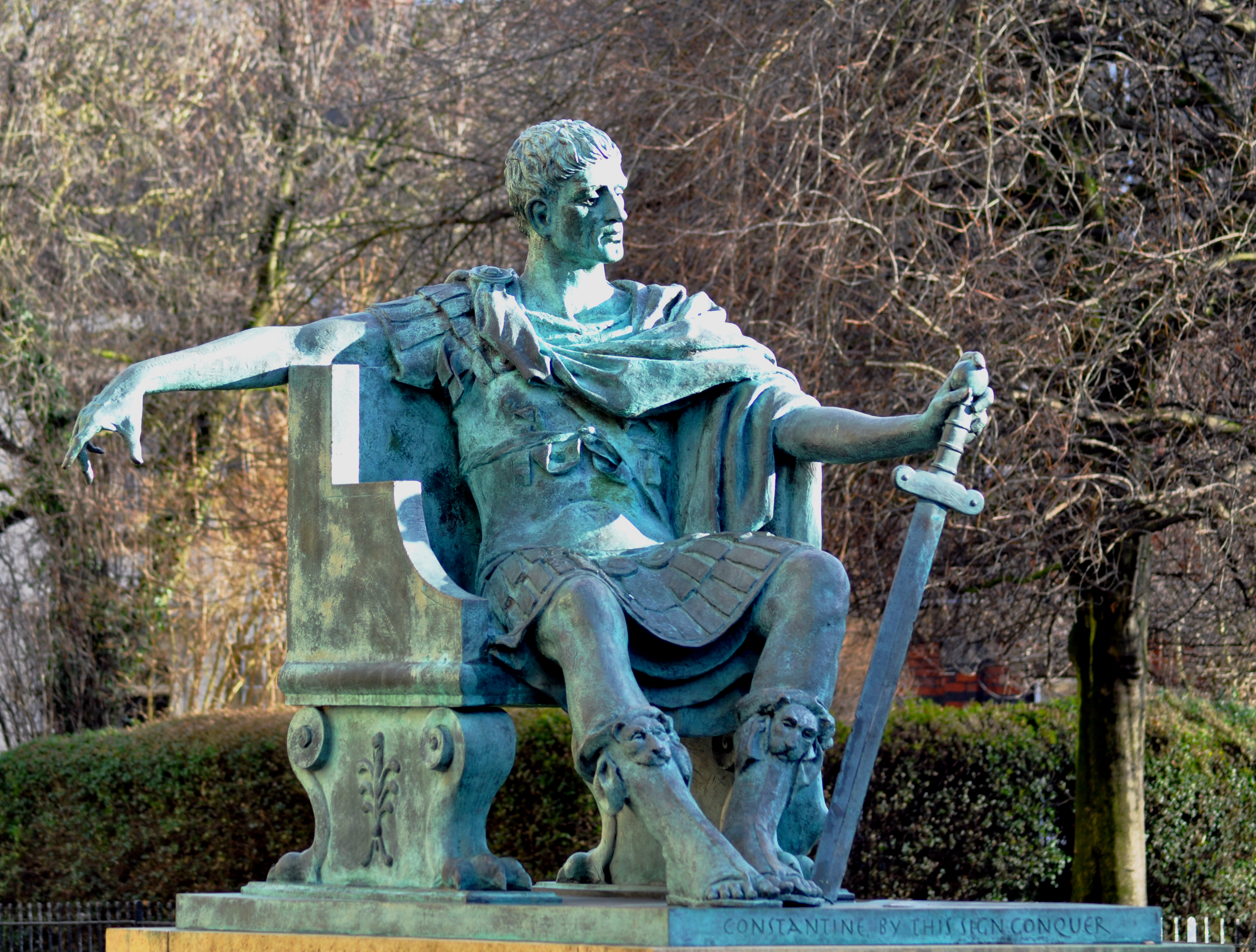
Statuie modernă a lui Constantin I la York, unde a fost proclamat Augustus în 306

O piatră de hotar a răspândirii creștinismului⁠(d) a fost convertirea împăratului Constantin cel Mare (306–337) în 312, afirmată de panegiristul creștin Eusebiu din Caesarea, deși sinceritatea convertirii lui rămâne în dubiu⁠(d). Constantin a confirmat însă legalizarea acestei religii prin edictul de la Mediolanum din 313, emis în acord cu rivalul lui din Est, Licinius (r. 308–324). Înainte de sfârșitul secolului al IV-lea, împăratul Theodosius I a făcut creștinismul religie de stat, eveniment care a transformat lumea clasică romană, pe care Peter Brown o caracteriza drept „plină de prezența multor spirite divine⁠(d)”.
Constantin I a fost o figură marcantă a mai multor evenimente importante din istoria creștinismului: el a convocat și a participat la primul sinod ecumenic al episcopilor, la Nicaea în 325, a finanțat construcția de biserici și sanctuare cum ar fi Biserica Sfântului Mormânt din Ierusalim⁠(d), și s-a implicat în chestiuni cum ar fi stabilirea datei învierii lui Hristos și legătura între ea și Paștele evreiesc.
Nașterea monahismului creștin⁠(d) în secolul al III-lea a fost un mare pas în dezvoltarea spiritualității creștine. La început, ea funcționa în afara autorității episcopale a Bisericii, dar avea să aibă mare succes și, în secolul al VIII-lea, a devenit una din practicile creștine esențiale. Monahismul nu a fost singura mișcare creștină care a apărut în Antichitatea Târzie, deși a avut, poate, cea mai mare influență și a ajuns la o răspândire geografică fără precedent. Ea a influențat mai multe aspecte ale vieții religioase creștine, și a dus la proliferarea diferitelor practici ascetice sau semiascetice. Nebunii întru Hristos și stâlpnicii s-au numărat printre cele mai extreme forme, dar prin personalități ca Ioan Gură de Aur, Ieronim, Augustin sau Grigorie cel Mare, atitudinile monastice au pătruns și în alte zone ale vieții creștinilor.
Antichitatea târzie marchează declinul religiei romane oficiale, vizibil treptat în edictele inspirate probabil de sfetnici creștini, cum ar fi Eusebiu, împăraților din secolul al IV-lea; și o perioadă de spiritualitate dinamică și experimente religioase cu multe secte sincretice, unele formate cu secole în urmă, cum ar fi gnosticismul sau neoplatonismul și oracolele chaldeene⁠(d), și unele noi, cum ar fi ermetismul. Acestea au culminat cu adoptarea de către Aurelian a reformelor susținute de Apollonius din Tyana și formulate de Flavius Claudius Julianus, pentru a crea o religie de stat organizată, dar efemeră, care totuși a asigurat supraviețuirea ei în clandestinitate în epoca bizantină și după ea.
Budismul Mahāyāna s-a dezvoltat în India și, de-a lungul Drumului Mătăsii în Asia Centrală, în timp ce maniheismul, o credință dualistă⁠(d), a apărut în Mesopotamia și s-a răspândit și spre est, și spre vest, concurând o vreme cu creștinismul în Imperiul Roman.
Multe din noile religii s-au răspândit cu ajutorul noii tehnologii a codexului de pergamente (cărții legate) care a înlocuit sulurile de Papyrus, pentru că permitea acces mai rapid la materialele esențiale, și o portabilitate mai ușoară decât fragilele suluri, alimentând astfel ascensiunea exegezei sinoptice și, papirologiei. În acest sens, se remarcă subiectul celor cincizeci de biblii ale lui Constantin⁠(d).

### Laicism vs. cler
În cadrul recent legitimizatei comunități creștine din secolul al IV-lea, se vede mai clar o diviziune între laicism și o conducere dominată de bărbați celibatari. Aceștia se prezentau drept deconectați de motivațiile tradiționale din viața publică⁠(d) și privată⁠(d) romană, marcate de mândrie, ambiție și solidaritate de familie, și ca diferiți de preoțimea păgână căsătorită. Spre deosebire de regulile privind celibatul preoțesc⁠(d) ce aveau să fie mai târziu adoptate, celibatul în creștinismul antic târziu lua uneori forma abstinenței de la relațiile sexuale după căsătorie, și a devenit norma așteptată de la clerul urban. Celibatari și detașați, preoții de rang înalt au devenit o elită de un prestigiu egal cu al notabilităților urbane, potentes sau Dynatoi⁠(d).

### Ascensiunea Islamului

Imperiul Bizantin după ce arabii au cucerit provinciile Siria și Egipt – concomitent cu stabilirea în Balcani

Islamul a apărut în secolul al VII-lea, și a încurajat invadarea de către armatele arabe a Imperului Roman de Răsărit și a Imperiului Sasanid din Persia, distrugându-l pe acesta din urmă. După ce a cucerit și toată Africa de Nord și Spania Vizigotă, invazia islamică a fost oprită de Charles Martel în bătălia de la Tours din Franța modernă.
Despre ascensiunea Islamului, există două teze prevalente. Pe de o parte, există ideile tradiționale, promovate de majoritatea istoricilor de până la a doua jumătate a secolului al XX-lea (și după acesta) și de istoricii musulmani. Aceasta, așa-numita teză „din Arabia”, susține că Islamul ca fenomen a fost un element nou și străin în lumea antică târzie. Legată de ea este teza Pirenne⁠(d), conform căreia invaziile arabe au marcat—prin cucerire și perturbarea rutelor comerciale mediteraneene—sfârșitul cataclismic al antichității târzii și începutul Evului Mediu.
Pe de altă parte, există și o teză mai recentă, asociată tradiției istorice a lui Peter Brown, în care Islamul este văzut ca produs al Antichității Târzii, nu străin de aceasta. Această școală sugerează că originile lui în orizontul cultural comun al Antichității Târzii explică caracterul Islamului și dezvoltarea lui. Acești istorici atrag atenția asupra similitudinilor cu celelalte religii și filosofii din epocă—mai ales cu creștinismul—în rolul și manifestările proeminente ale evlaviei în Islam, în ascetismul islamic și în rolul „persoanelor sfinte”, în tiparul monoteismului universalist, omogen, legat de puterea lumească și militară, în implicării musulmanilor în școlile grecești de gândire, în apocalipticismul teologiei islamice⁠(d) și în felul în care Coranul pare să reacționeze la problemele religioase și culturale contemporane comune cu lumea antică târzie în ansamblul ei. Alte indicații că Arabia (și astfel mediul în care s-a dezvoltat Islamul la început) făcea parte din lumea antică târzie se găsesc în relațiile economice și militare apropiate între Arabia, Imperiul Bizantin și Imperiul Sasanid. În ultimii ani, perioada Antichității Târzii a devenit un mare subiect de cercetare al studiilor Coranului⁠(d) și a originilor islamice.